# Pirata piraticus
Pirata piraticus (лат.) — вид пауков-волков из рода Pirata (Lycosidae). Встречается в Голарктике.

## Распространение
Вид имеет циркумголарктический ареал и встречается по всей Евразии и в Неарктике: Северная Америка, Европа, Турция, Кавказ, Россия (от Европы до Дальнего Востока), Казахстан, Иран, Центральная Азия, Китай, Япония.

## Описание
Мелкие пауки (около 1 см; карапакс около 3 мм). Формула ног 4123 (самец), 4132 (самка). Этот вид встречается во влажных местах обитания, таких как берега озер, рек, прудов и болот. Возможно, что P. piraticus может конкурировать с P. praedo. Эти два вида имеют одинаковые размеры и фенологию, и в Приморье только один из них встречается в любом подходящем местообитании.
Самцы встречаются с апреля по июль, а самки — с мая по сентябрь. Самки обычно откладывают два яйцевых кокона, первый — до начала лета. В среднем в этих коконах содержится 45 яиц, хотя это число сильно варьируется. Второй кокон обычно содержит меньше яиц. Самка несет свой кокон, прикрепленный к задней части брюшка, на спиннере. Кокон носится около двух недель. После вылупления молодые особи носятся на спине матери в течение нескольких дней, пока не рассеются. Молодые особи из второго кокона, родившиеся в конце лета, зимуют один раз как молодые особи (еще не достигшие половой дифференциации) и второй раз как субадульты, прежде чем весной достигнут взрослой стадии. Таким образом, они проводят вторую зиму в качестве субадультов. Затем все молодые особи зимуют, спрятавшись в водной растительности: под сфагновым мхом, камышами.
- Охота на комара-долгоножку, упавшего в воду

## Таксономия
Вид был впервые описан в 1757 году шведским арахнологом Карлом Клерком (1709—1765) под названием Araneus piraticus Clerck, 1757. В 1805 году французский учёный Шарль Валькенер включил его в род Lycosa, а в 1833 году шведский зоолог Карл Сундеваль — в род Pirata. Pirata piraticus является типовым видом рода Pirata.